# Ayalon-Institut

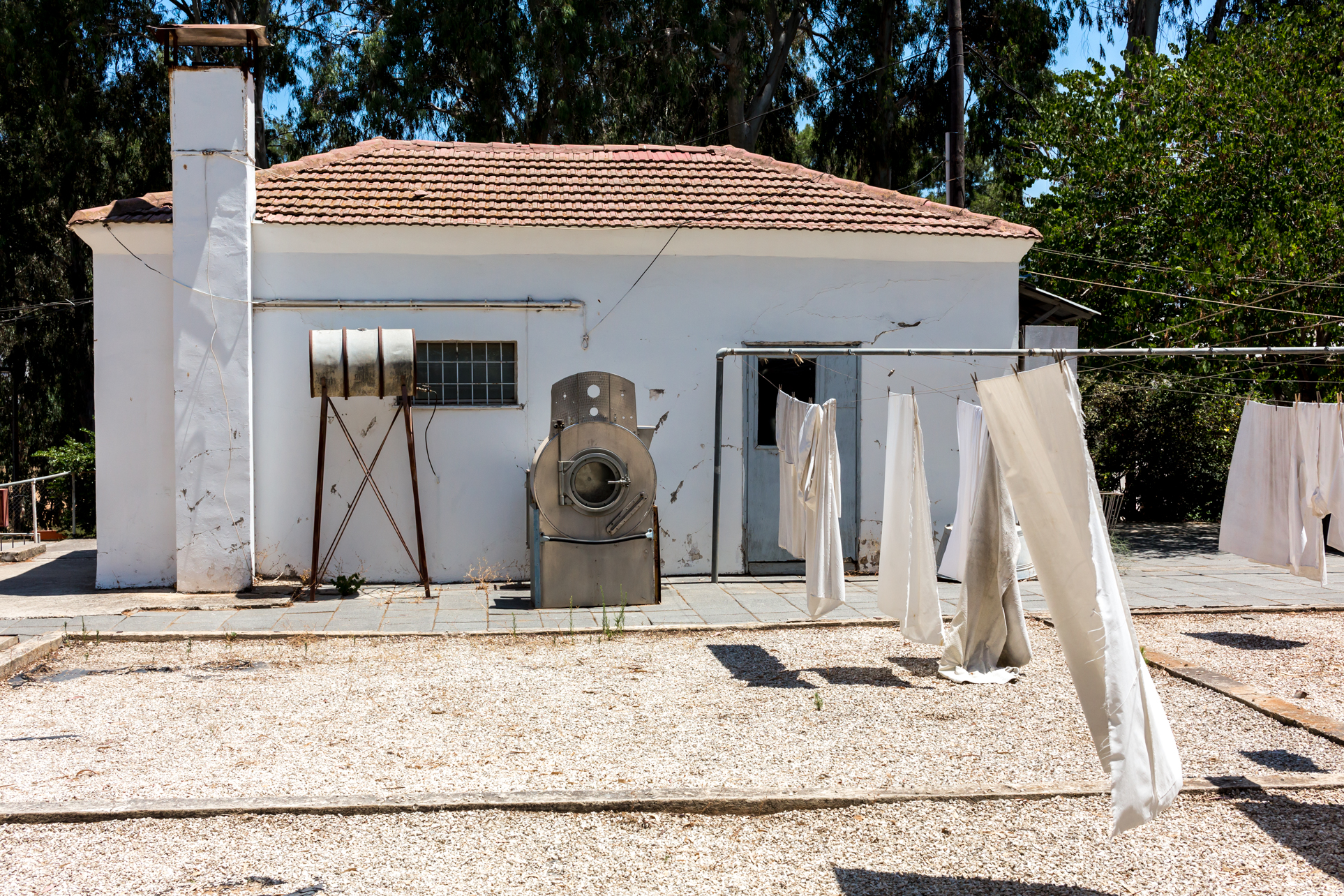
Ayalon-Institut (2013)

Das Ayalon-Institut (hebräisch מָכוֹן אַיָּלוֹן Machōn Ajjalōn, deutsch ‚Ajjalon-Institut‘, Plene: מכון איילון) war eine unterirdische Munitionsfabrik im Hügel Givʿat ha-Qibbuzim (גִּבְעַת הַקִּבּוּצִים), heute im Weizmann-Wissenschaftspark der Stadt Nes Zionah nahe der Grenze zu Rechovot (Israel). 
Die unterirdische Fabrik wurde 1945 errichtet, getarnt durch einen Kibbuz darüber, der eine Wäscherei betrieb, und stellte bis 1948 Munition her. Heute ist das Gelände ein Museum und eine historische Gedenkstätte. Die Fabrik wurde heimlich und innerhalb von weniger als einem Monat erbaut, befand sich acht Meter unter Tage und wurde von der Haganah betrieben.

## Historischer Hintergrund
In den 1930er Jahren entschied die zionistische Führung im unter Britischem Mandat stehenden Palästina (Völkerbundsmandat für Palästina), dass Waffen beschafft werden sollten für Selbstverteidigung und den Kampf für die Unabhängigkeit. Daraufhin wurden Pläne zu Waffenschmuggel und den Bau geheimer Waffenfabriken entworfen und umgesetzt. Die simple Maschinenpistole (Sten Gun), die als persönliche Waffe in der Palmach eingesetzt wurde, war auch im Untergrund relativ einfach herzustellen. Die Haganah hatte jedoch Schwierigkeiten, die zugehörige 9-Millimeter-Munition dafür zu bekommen. Der Chef der im Untergrund tätigen Israel Military Industries, Josef Avidar – später Leiter der territorialen Kommandobehörde der israelischen Streitkräfte, des Israelischen Zentralkommandos –, entwickelte einen Plan, wonach Maschinen für eine geheime Munitionsfabrik eingeschmuggelt werden sollten. Daraufhin wurden 1938 zwölf entsprechende Industriemaschinen zum Stanzen, Bohren, Schneiden etc. von Messing in Polen erworben. Aufgrund der Weltlage gelang es jedoch nur, sie bis nach Beirut (seinerzeit französisches Völkerbundmandat für Syrien und Libanon) einzuschiffen. In einem Lagerhaus der Haganah wurden sie für fast vier Jahre eingelagert. Im Sommer 1941 eroberten die Alliierten im Syrisch-Libanesischen Feldzug Mandats-Libanon, worauf es möglich wurde mit Hilfe jüdischer Militärangehöriger in der britischen Armee die Maschinen 1942 nach Palästina zu bringen. 
Der Standort für die Fabrik – die Givʿat ha-Qibbuzim in Nes Ziona – war eine Stätte, in der Neuankömmlinge eine Einführung in das Kibbuzleben bekamen. Mit diesen Kenntnissen und Fertigkeiten verteilten sich die Gruppen über das Land, um neue Kibbuzim zu gründen. Dieser Ort hatte mehrere Vorteile: Die britischen Mandatstruppen waren vertraut mit den Kibbuzaktivitäten, die hier stattfanden. Zudem handelte sich um einen Hügel, was das Arbeiten darin ermöglichte, ohne von der Umgebung gesehen zu werden; in ihm konnten Vorgänge verborgen bleiben, ohne das Aussehen der Oberfläche zu verändern. Direktor des Instituts war Pesach Ajjalon (Abramovitsch).
Die Haganah trat an die Pfadfindergruppe Zofim Alef (hebräisch צוֹפִםם א'), darunter ihr Leiter der irakischstämmige Schlomo Hillel, heran, die noch als Schüler von Hebräischem Herzlia-Gymnasium (Tel Aviv), Hebräischem Gymnasium Rechavia (Jerusalem) und Hebräischer Realschule Haifa den Pfadfinderverband (hebräisch צוֹפִים עִבְרִיּים Zōfīm ʿIvrijjīm, deutsch ‚Hebräische Pfadfinder‘) gegründet hatten. Nach bestandener Bagrut waren die Mitglieder der Gruppe 1943 in Pardes Channah zusammengezogen und bereiteten ihre Niederlassung in einem eigenen Kibbuz vor.  
Die Haganah fragte, ob die Gruppe bereit sei, statt ihres ursprünglichen Traums, umgehend einen eigenen Kibbuz zu errichten, einstweilen die Verantwortung für ein Staatsgeheimnis zu übernehmen. Erst als die Gruppe ohne Gegenstimmen eingewilligt hatte, wurden den 45 jungen Frauen und Männern Details der Mission anvertraut. Diese Rekrutierung bedeutete auch die Akzeptanz der Verantwortung für eine lebensbedrohliche Situation nicht nur für sie selbst, sondern für deutlich mehr Menschen: Die Gruppe dieser 45 jungen Erwachsenen würde absolutes Stillschweigen – auch gegenüber ihren Familien – bewahren müssen, andernfalls würden sämtliche Betroffenen dem sicheren Tod durch die britischen Armee anheimfallen. Die britische Armee hatte ihre nächstgelegene Militärbasis in Laufentfernung von der Givʿat ha-Qibbuzim.
Die geheime Munitionsfabrik wurde im Innern der Givʿat ha-Qibbuzim angelegt, um die Fabrik vor den Augen der Öffentlichkeit zu verbergen. Nicht einmal allen oberirdisch Beschäftigten war bewusst, dass unter ihren Füßen eine Patronenschmiede lag. Die Nichteingeweihten wurden von den Arbeitern „Giraffen“ genannt. Während dieser Zeit wurden Tiere für den neu entstandenen Zoo in Tel Aviv vom Hafen Haifa per Bahn transportiert. Die Giraffen hatten spezielle Waggons mit einem Loch im Dach, durch das sie ihren Kopf stecken konnten. Damit konnten sie zwar hervorragend die Gegend überblicken, jedoch nicht sehen, was sich unter ihren Füßen befand.
Die Gruppe, die in der geheimen Fabrik arbeitete, produzierte zwischen 1945 und 1948 etwa 2,25 Millionen Patronen – das entspricht einem Schnitt von 40.000 Patronen am Tag – direkt unter den Augen der britischen Armee.

## Fabrikbetrieb und Risiken

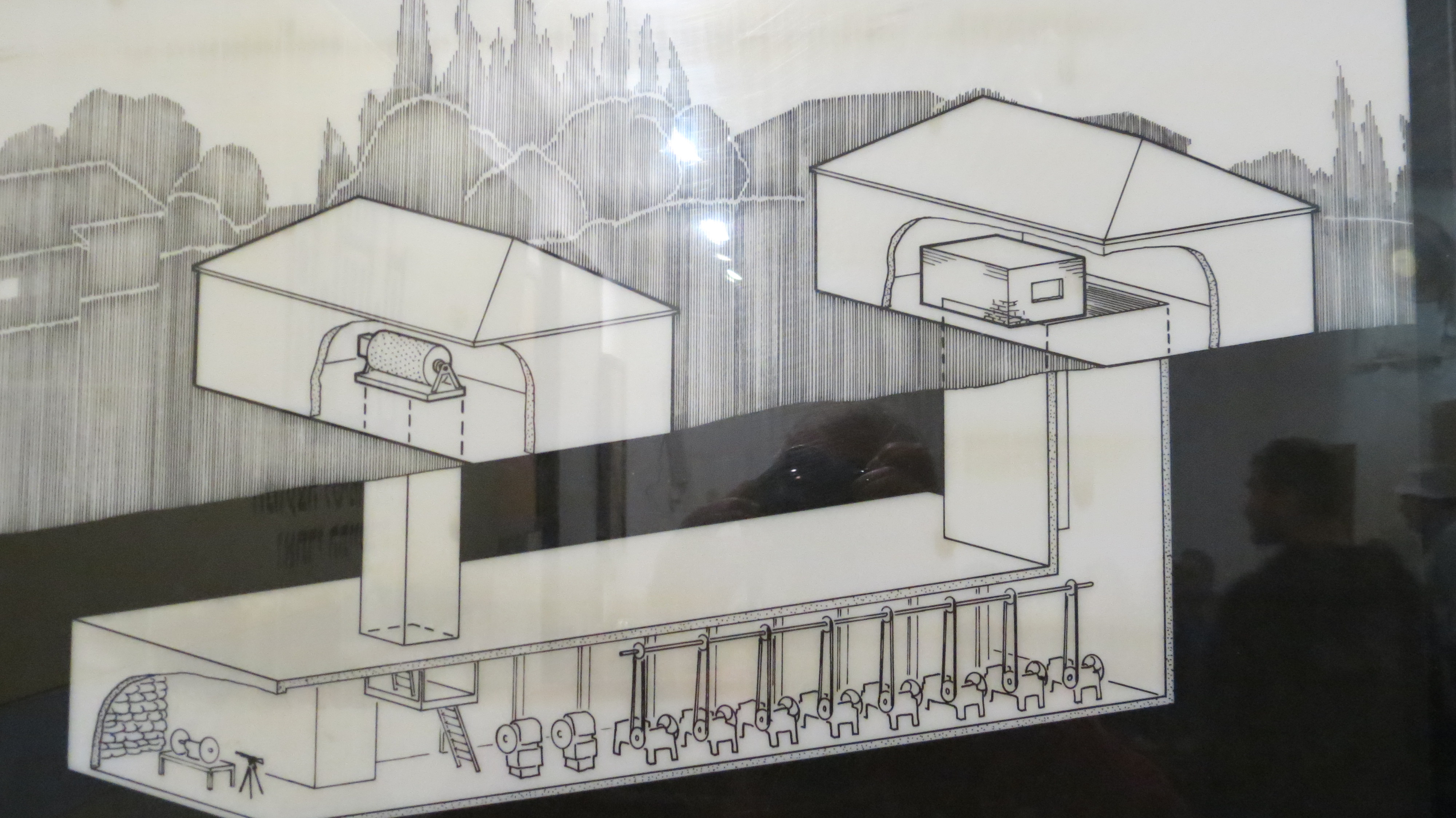
Risszeichnung der Anlage

Innerhalb von nur drei Wochen wurde der Hügel Givʿat ha-Qibbuzim aufgegraben und eine 250 Quadratmeter große Betonwanne acht Meter unter der Erde konstruiert. Sie hatte etwa einen halben Meter dicke Wände und eine Betondecke. Darüber wurde ein regulärer Kibbuz angelegt – Speisesaal, Versammlungsraum, Kinderhaus etc. Zusätzlich wurden eine Wäscherei und eine Bäckerei gebaut. Der zugrundeliegende Plan des Architekten Josef Idelman war detailliert, musste er doch vollständig Risiken vorhersehen und abzuwenden versuchen, die dem Bau und Betrieb einer geheimen Munitionsfabrik entgegenstehen könnten: Um in die Fabrik zu gelangen, war ein Eingang nötig, ebenso wie eine Öffnung, um schwere Stahlmaschinen in den Raum abzusenken. 
Die Frage der Lüftung war überlebensnotwendig, genauso wie glaubhafte und plausible Tarngeschichten für die Arbeiter der Patronenfabrik. Folgende Lösungen wurden gefunden: Das große Loch, um die Maschinen in den Untergrund zu bringen, wurde durch den zehn Tonnen schweren Ofen der Bäckerei überdeckt. Dieser konnte auf Schienen bewegt werden, wurde jedoch einbetoniert, um jeglichen Lichtschein aus dem Untergrund zu unterbinden. Der Schornstein der Bäckerei diente als Teil des Lüftungssystems. Sein Gegenstück – eine Seite, um Frischluft anzuziehen, die andere Seite, um die Abluft abzuführen – wurde im technischen System der Wäscherei untergebracht. Deren Industriewaschmaschine war ebenfalls auf einem Schienensystem montiert und tarnte den geheimen Einstieg in die Fabrik.
Die Waschmaschine, deren Betrieb sowohl Lärm als auch Geruch der Fabrik zu überdecken hatte, war in ununterbrochenem Einsatz. Das barg jedoch die Gefahr des auffälligen Verschleißens der Wäsche. Auch für dieses Problem wurde eine Lösung gefunden: Der Kibbuz eröffnete einen Wäschereidienst. Gegen ein geringes Entgelt brachten Menschen der umliegenden Kibbuzim ihre Wäsche. Sogar die Britische Armee brachte ihre Uniformen zum Waschen. Um zu vermeiden, dass die Soldaten in den Kibbuz kamen, wurde der Wäschereiservice um einen Hol- und Bringedienst erweitert. Ein weiteres ernsthaftes Problem – der unverdächtige Erwerb des Messings, das als Rohmaterial für die Patronen benötigt wurde – wurde auf ebenso elegante Art gelöst: Der Kibbuz erklärte der Britischen Armee, dass sie als Handwerk die Herstellung der Hüllen für hochwertige Lippenstifte (koscher) betrieben. Die Britische Armee akzeptierte die Erklärung – auch wegen ihrer Bekräftigung durch einige hochwertige koschere Lippenstifthüllen für höherrangige Britische Offiziere – und ließen den Kibbuz arbeiten.
Eine Etage darunter arbeiten 45 Frauen und Männer mehr als drei Jahre in der Munitionsfabrik. Sie arbeiteten in zwei Schichten, stanzten Messing, bogen, bohrten und walzten es, schnitten es, füllten Patronen mit Schießpulver und schlossen die Fertigstellung mit dem manuellen Aufpressen der in einer anderen Fabrik gefertigten Deckel ab. Vor allem beim letzten Schritt durfte nicht zu viel Kraft eingesetzt werden, um eine Explosion der Patrone zu vermeiden. Durch das Befolgen eines strikten Arbeitsprotokolls für jeden Fertigungsschritt sowie Kontrollschleifen taten die jungen Leute in der Fabrik, was sie konnten, um Unfälle oder Schlimmeres zu vermeiden. Beeindruckenderweise war der schlimmste Unfall, zu dem in der gesamten Zeit kam, in der mehr als zwei Millionen Patronen per Hand mit Schießpulver gefüllt wurden, das tragische Abtrennen eines Fingerglieds an einer Säge. Da die Qualität des geschmuggelten Schießpulvers zum Teil schlecht war, gab es auch eine Teststation, ebenfalls im Untergrund. Um sicherzustellen, dass ihr Produkt einsetzbar war, wurden nach dem Zufallsprinzip Patronen ausgewählt und im Schießstand verschossen. In exakt den Minuten, in denen oben auf der Sinai-Bahn schwere Züge vorbeirumpelten, konnte deren Lärm den Krach der Schießtests übertönen.
Um den Anschein zu erwecken, normale Kibbuzmitglieder zu sein, nahmen alle Arbeiter am gemeinsamen Mittagessen im Speisesaal teil: Mittags verließen sie daher die Fabrik, bildeten kleine Gruppen in der Umgebung, bevor sie danach zum Essen kamen, als ob sie gerade vom Feld zurückwären. Die Gruppe hatte jedes Mal weniger als drei Minuten Zeit, um in der Fabrik zu „verschwinden“, ohne gesehen zu werden. Klimaanlagen gab es nicht, und obwohl die Luft in der Fabrik sechsmal in der Stunde umgewälzt wurde, waren die Arbeitsbedingungen in dem kleinen Raum unter Tage hart. Bei Temperaturen von mehr als 40 °C musste die Produktion gedrosselt werden, da die Gefahr der Selbstentzündung des Schießpulvers zu groß wurde. 
Der Mangel an Sonnenlicht ließ die Haut der Menschen bleich werden, was ihre Tarngeschichten – die Arbeit auf entfernter liegenden Feldern – fragwürdig erscheinen ließ. Außerdem erhöhte er die Gefahr von Vitamin-D-Mangel und Krankheiten. Auf Anraten eines Arztes wurden zusätzliche Essensrationen organisiert und eine Höhensonne in der Fabrik installiert, unter der die Arbeiter täglich eine UV-Bestrahlung ausgesetzt worden. Nach jeder Schicht musste sichergestellt werden, dass keine Spur der Arbeit auf Kleidung, im Haar oder an Schuhen zu sehen war. Daher gab es eine strenge Kontrolle von Taschen, Schuhsohlen und Haar, um keine Messingspäne zu übersehen. 
Im ersten Jahr der Existenz der Fabrik wurden die fertiggepackten Boxen mit einsatzbereiten Patronen in doppelten Böden von Milchkannen – einem alltäglichen und unverdächtigen Gegenstand in der damaligen Landwirtschaft – aus dem Kibbuz gebracht. Allerdings war die Gefahr der Entdeckung hoch, da die patronengefüllten Kannen schwerer waren als mit Milch gefüllte Kannen. Daher musste ein Weg gefunden werden, der es ermöglichte, Patronen an sämtliche Orte in Palästina zu bringen, die sich auf eine Verteidigung vorbereiteten. Die Lösung war kühn: Nachts kam von Zeit zu Zeit ein präparierter Diesel-Tankwagen; der Fahrer war nur der wachhabenden Person des Kibbuz' bekannt. Er kam in den Kibbuz, klopfte einen Code an die Tür der Bäckerei, stieg in die Fabrik, brachte neues Rohmaterial, holte fertig gepackte Munitionskisten ab und verstaute sie im Hohlraum des Lasters. Da die Menschen in der Fabrik nie dem Fahrer begegneten, bekam er den Spitznamen "Elfe", weil das notwendige Material morgens einfach so dalag. Für die Haganah war es von enormer Bedeutung, dass sich die einzelnen Untergrundgruppen auf keinen Fall kannten. So konnten im schlimmsten Fall – der Enttarnung und Verhaftung durch die britische Armee – nur Mitglieder der eigenen Gruppe verraten werden. Im Sommer 1947 wurde die Belegschaft um eine Gruppe von Palmach-Mitgliedern aus Chefziba aufgestockt.
Die Patronen wurden im Land verteilt durch die Weitergabe von ihrem Produktionsort über das Netzwerk von Haganah-Gruppen. Der Beschluss der UNO vom 29. November 1947, im Mai 1948 das Mandatsgebiet zu teilen, sah die Gründung eines arabischen und eines jüdischen Staates vor. Sollte jedoch in Teilen Palästinas überhaupt ein Staat für Juden gegründet werden – neben einem für nichtjüdische Araber – kündigten zwei Tage nach dem Teilungsbeschluss der Vereinten Nationen die benachbarten Staaten Königreich Ägypten, Königreich Irak, Libanon, Saudi-Arabien, Syrien und Transjordanien – sämtlich Mitglieder der Arabischen Liga – die Invasionen ihrer Streitkräfte an.
Im Vorlauf dieser angekündigten Invasionen mühten sich die nationalen Bewegungen im Lande – antizionistische überwiegend nichtjüdische einerseits und andererseits zionistische überwiegend jüdische Palästinenser – darum, auch mit Gewalt Positionen und Posten einzunehmen bzw. zu halten, die im bevorstehenden Krieg strategisch wichtig erschienen, was sich zum Bürgerkrieg zwischen arabischen und jüdischen Palästinensern auswuchs. Auf diese Art und Weise, d. h. durch die Bereitstellung der Munition für die Kämpfer der Palmach und anderer zionistischer bewaffneter Gruppen, spielte die Munitionsfabrik mit dem Decknamen Ayalon-Institut eine Rolle in der Geschichte der Jahre vor der Gründung Israels 1948.

## Gegenwart
Mit Erklärung der Unabhängigkeit des Staates Israels am 14. Mai 1948 und Ablauf des Mandats am Folgetag, gab es keine Notwendigkeit mehr, im Untergrund zu fertigen. Am Sonnabend, den 15. Mai 1948, marschierten ägyptische Armee, Arabische Legion, irakische Streitkräfte, Streitkräfte des Libanon und Syrisches Heer in Israel und Palästina ein und eröffneten den Krieg um Israels Unabhängigkeit, der eine wesentliche Erhöhung der Rüstungsproduktion erforderte. Die Patronenproduktion wurde ans Tageslicht geholt und dank besserer Importmöglichkeiten für Maschinen und Rohmaterialien erheblich ausgeweitet.  
Die Gruppe der 45 jungen Pfadfinder entschied sich, als Gruppe zusammenzubleiben und ihren Traum, einen neuen Kibbuz zu gründen, umzusetzen. Nach den Waffenstillstandsabkommen von 1949 gründeten sie am Mittelmeer den Kibbuz Maʿagan Michaʾel westlich Sichron Jaʿaqovs. Aber das Wissen um die geheime Munitionsfabrik, das sie so bewahrt hatten, wurde nicht weitergegeben. Erst 1975 wurde das Geheimnis darum aufgehoben, und die Geschichte wurde allgemeiner bekannt.
Heute ist das Ayalon-Institut ein Museum. 1987 wurde die Fabrik restauriert, um den Kibbuz und die Produktionsanlage der Öffentlichkeit zugänglich zu machen. Das Gelände gehört zu den gelisteten israelischen Geschichtsdenkmalen. Dabei spielt der Jüdische Nationalfonds eine bedeutende Rolle; er unterstützte Restaurierung und Erhaltung des Ortes. Auf dem Gelände gibt es einen Eukalyptushain mit Picknicktischen und große Zelte für Gruppenveranstaltungen sowie geführte Touren durch die bestehenden Gebäude und die Fabrik. Die US-Fernsehproduzentin Laurel Fairworth entschied 2015, einen Film über die Geschichte der Fabrik zu drehen. Zusätzlich zum Film entstand eine kürzere Version des Doku-Dramas, die als Einführung zu den geführten Touren im Museum gezeigt wird.
Die geführte Tour führt durch die Wäscherei und zeigt den geheimen Eingang in die Fabrik unter der Waschmaschine. Die Tour selbst führt auf einem alternativen Weg – einer eigens dafür angelegten Wendeltreppe aus der Bäckerei – acht Meter in den Untergrund. Dort ist der Hauptraum der Fabrik zu besichtigen – die Maschinen sind noch funktionsfähig. Die Elektrizität, um die Transmissionsriemen der Maschinen anzutreiben, wurde in den 1940er Jahren unbemerkt und illegal von einem Betriebshaltepunkt der Eisenbahn abgezweigt. Davon zeugt heute ein kleines „Danke dafür!“-Schild an der Wand des Museums. Die Tour zeigt ebenfalls den Raum mit der Höhensonne, Toiletten – deren Inhalt nach oben gepumpt und dem regulären Abwassersystem des Kibbuzes zugeführt wurde – sowie die Packstation für die Patronen. Sie endet mit einem Spaziergang über das Gelände, das mit seinen Gebäuden auch deswegen so gut erhalten ist, weil es nach der Unabhängigkeit weiter militärisch genutzt wurde. In einem kleinen Empfangsraum gibt es Snacks und Eis.